# Tekovské Lužany
Tekovské Lužany este o comună slovacă, aflată în districtul Levice din regiunea Nitra, pe malul râului Q12770620⁠(d). Localitatea se află la altitudinea de 152 m deasupra n.m., se întinde pe o suprafață de 43,94 km2 și în 2017 număra 2.860 de locuitori.
Localitatea este înfrățită cu Bátaszék.

## Istoric
Localitatea Tekovské Lužany este atestată documentar din 1156.

## Demografie
| An:                | 1994 | 2004   | 2014   | 2024   |
| ------------------ | ---- | ------ | ------ | ------ |
| Număr de persoane: | 2868 | 2937   | 2860   | 2825   |
| Diferență:         |      | +2,40% | −2,62% | −1,22% |

| An:                | 2023 | 2024   |
| ------------------ | ---- | ------ |
| Număr de persoane: | 2810 | 2825   |
| Diferență:         |      | +0,53% |